# باميلا دونكان إدواردز
باميلا دونكان إدواردز (بالإنجليزية: Pamela Duncan Edwards)‏ هي كاتبة للأطفال وكاتِبة أمريكية، ولدت في 1950.